# Sarvadaman Chowla
Sarvadaman Chowla (* 22. Oktober 1907 in London; † 10. Dezember 1995 in Laramie, Wyoming) war ein indischer Mathematiker, der sich mit Zahlentheorie, Analysis und Kombinatorik beschäftigte.

## Leben
Er wurde in London geboren, weil sein Vater Gopal Chowla, später Professor in Lahore, an der Cambridge University studierte. Chowla kehrte mit der Familie nach Indien zurück, wo er am Government College in Lahore studierte (Master-Abschluss 1928). Danach ging er an die Cambridge University, wo er 1931 bei John Edensor Littlewood promoviert wurde. Chowla lehrte an verschiedenen Universitäten in Indien: St Stephen’s College in Delhi, Banaras Hindu University in Benares, Andhra University in Waltair und 1936 bis 1947 als Vorsitzender der mathematischen Fakultät am Government College of Punjab in Lahore. 1947 ging er in die USA, um den Wirren des Bürgerkrieges nach der Unabhängigkeit zu entgehen, die im Punjab zu gewalttätigen Auseinandersetzungen führten. Bis 1949 war er am Institute for Advanced Study, danach Professor an der University of Kansas in Lawrence (Kansas). 1952 ging er an die University of Colorado in Boulder. Ab 1963 war er Professor an der Pennsylvania State University, wo er bis zu seiner Emeritierung 1976 blieb.
Chowla veröffentlichte eine große Anzahl von Arbeiten z. B. in der additiven Zahlentheorie (Waring-Problem, Partitionen), analytischen Zahlentheorie (riemannsche Zetafunktion, Epstein-Zetafunktion, dirichletsche {\displaystyle L}-Funktionen u. a.), quadratische Formen, Klassenzahlen verschiedener algebraischer Zahlkörper, Bernoulli-Zahlen, diophantische Gleichungen, elliptische Integrale, lateinische Quadrate, trigonometrische Summen, Chowla-Vermutung. Nach ihm und Herbert Ryser, Richard Bruck ist das Bruck-Chowla-Ryser-Theorem (1950) in der Theorie der Blockpläne (und endlichen projektiven Ebenen) benannt und das Ankeny-Artin-Chowla-Theorem über die Klassenzahl reeller quadratischer Zahlkörper.
Er veröffentlichte u. a. mit Harold Davenport, Emil Artin und Nesmith Ankeny, Atle Selberg, Helmut Hasse, Louis Mordell, Thoralf Skolem, Paul Erdős, Marshall Hall, Gorō Shimura, Hans Zassenhaus, Richard Brauer.
Er war Mitglied der Indischen Akademie der Wissenschaften und erhielt den Padma Bhushan. Er war Ehrenmitglied der Norwegischen Akademie und Mitglied der London Mathematical Society. 1950 war er Invited Speaker auf dem Internationalen Mathematikerkongress in Cambridge (Massachusetts) und 1962 hielt er einen Vortrag auf dem ICM in Stockholm (Elementary remarks on the zeta function of an algebraic variety).
Zu seinen Doktoranden zählt John Friedlander und in Indien R. P. Bambah (* 1925), der über Geometrie der Zahlen forschte und Professor an der Universität von Chandigarh war.

## Schriften
- Chowla, James Huard, Kenneth Williams (Hrsg.): Collected Papers of S. Chowla. Montreal 2000.
- The Riemann Hypothesis and Hilberts Tenth Problem. Routledge, New York 1965.

## Verweise
1. ↑  The Class Number of Real Quadratic Number Fields. Annals of Mathematics, Band 56, 1952, S. 479.

| Personendaten    | Personendaten          |
| ---------------- | ---------------------- |
| NAME             | Chowla, Sarvadaman     |
| ALTERNATIVNAMEN  | Chowla, S.             |
| KURZBESCHREIBUNG | indischer Mathematiker |
| GEBURTSDATUM     | 22. Oktober 1907       |
| GEBURTSORT       | London                 |
| STERBEDATUM      | 10. Dezember 1995      |
| STERBEORT        | Laramie, Wyoming       |